# Altiplanicie de Almansa
La altiplanicie de Almansa (o el corredor de Almansa, como es más conocida) es una comarca histórica española situada al sureste de la provincia de Albacete, en la comunidad autónoma de Castilla-La Mancha. Sirve de tránsito entre la meseta castellana y la costa levantina. El «puerto de Almansa» (compartido con Fuente la Higuera) es uno de los 17 pasos naturales de la península ibérica.
Comprende los municipios actuales de Almansa (531,91 km²), Alpera (178,47 km²), Bonete (125,06 km²), Caudete (141,61 km²) y Montealegre del Castillo (177,79 km²). En total 1154,84 km². El municipio de Caudete puede incluirse histórica y geográficamente (pero no políticamente) en la comarca alicantina del Alto Vinalopó pues perteneció al antiguo Reino de Valencia.
De todos estos, Almansa, con 24 511 habitantes (INE, 2020) y que fue declarada ciudad en 1778, podría considerarse la «capital» histórica y cultural de esta demarcación.
La población total del corredor de Almansa es de 40 026 habitantes (INE, 2017). La densidad media es de 34,66 hab/km².
Los municipios del corredor de Almansa están integrados en la mancomunidad Monte Ibérico-Corredor de Almansa, formada con el objetivo de recibir los Fondos Estructurales comunitarios FEDER. No obstante, dicha mancomunidad integra también a municipios que no forman parte del corredor.
El símbolo común en los blasones de esta comarca es un castillo sobre el que figuran alas o espadas.

## Geografía/fisiografía

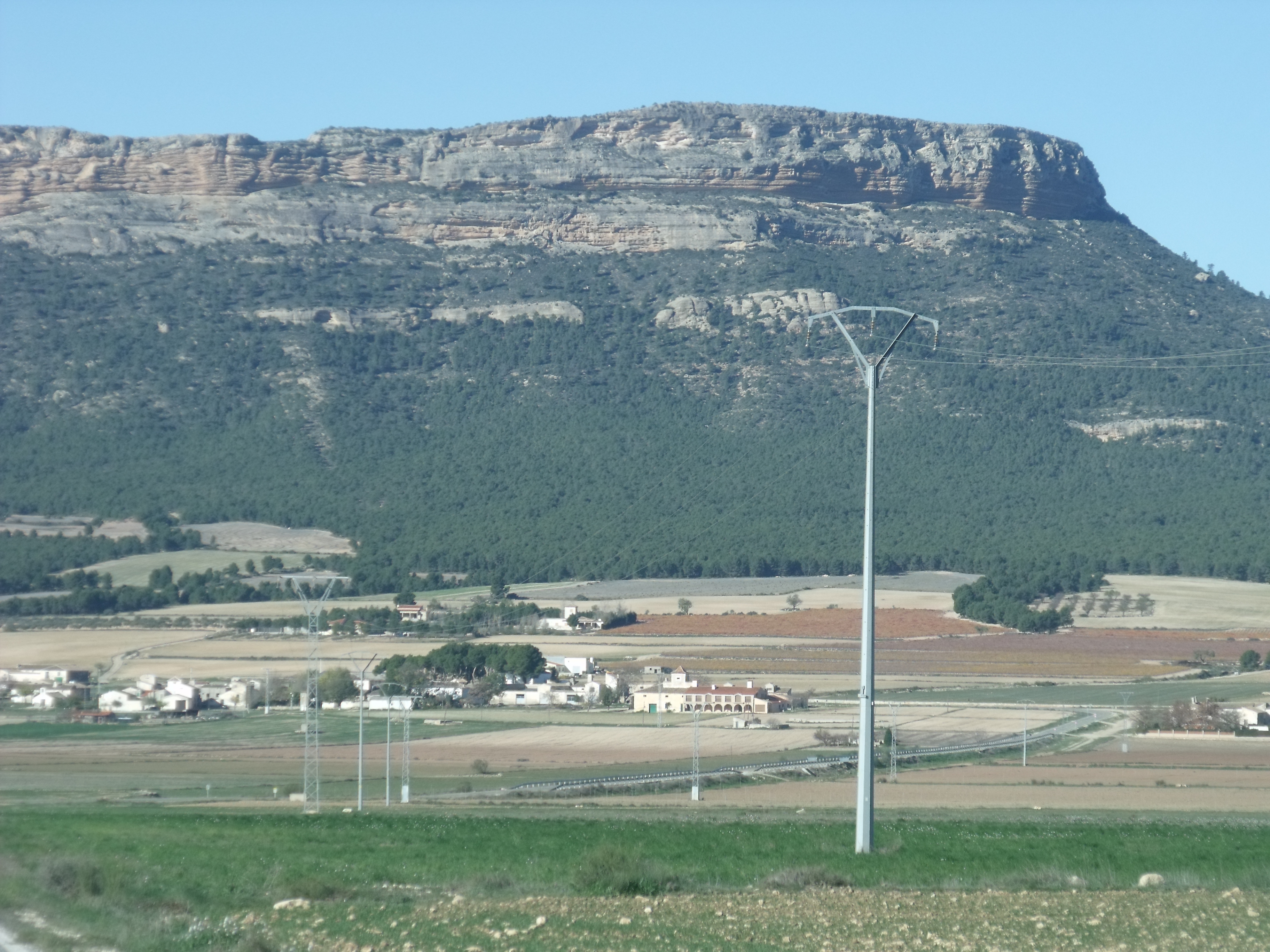
La sierra del Mugrón entre el corredor de Almansa y el valle de Ayora. La aldea al pie es San Benito, en Ayora.

El corredor de Almansa es una comarca natural situada a caballo entre la meseta castellana y la costa levantina.
La cordillera de Montearagón y la de Saúco (Roble, 1257 m s. n. m.) constituyen la alineación montañosa occidental de la cordillera Subbética, conjunto de sierras de dirección SO-NE que accidentan el sector meridional de la provincia de Albacete y están ordenados en alineaciones paralelas separadas por cuencas, pasillos y corredores; además de la alineación mencionada, merecen destacarse las sierras limítrofes meridionales de Oliva, Cuchillo, Lácera y los cerros de Muela de Tortosilla (1210 m s. n. m.), El Mugrón (1209 m s. n. m.), cerro Jumeno (1121 m s. n. m.), Malefatón (1105 m s. n. m.), Chinar (1089 m s. n. m.) y Arabinejo (1015 m s. n. m.).
Limita al norte con la Manchuela albaceteña; al noreste con la comarca del valle de Ayora (Valencia), al este con la Costera (Valencia); al sureste con el Alto Vinalopó (Alicante); al sur con el altiplano murciano y los campos de Hellín; y al oeste con la Mancha de Montearagón.
El interior del corredor de Almansa, aunque de características esteparias y que apenas cuenta con cursos fluviales, presenta un endorreísmo en forma de pequeñas ramblas, como la de La Canaleja, donde en 1584 se construyó la presa más antigua de Europa de las que todavía están en uso, el pantano de Almansa (cuenca hidrográfica del Júcar). También es de destacar la cabecera del río Zarra, en la misma cuenca.

## Prehistoria
Los testimonios más relevantes del pensamiento de los grupos humanos prehistóricos corresponden a los tres abrigos con pinturas rupestres conocidos hasta el presente: el Barranco del Cabezo del Moro y la Cueva de Olula (en Almansa) y la Cueva de la Vieja (en Alpera). Con la presencia de arqueros y de mujeres, estas importantes muestras de las creencias de los grupos cazadores de hace 12 000 años, forman parte del llamado arte levantino, el más genuino de los artes figurativos prehistóricos peninsulares.
Todos estos frisos culturales forman parte del oficialmente llamado arte rupestre del arco mediterráneo de la península ibérica.
Todo este arte rupestre fue declarado Bien de Interés Cultural en 1985.
En 1998, la Unesco, incluyó todo este arte en su lista de Patrimonio de la Humanidad.

## Historia
Dado su situación geográfica, el corredor de Almansa ha estado habitado desde tiempos remotos, encontrándose en el lugar numerosos vestigios íberos y romanos.
En la Baja Edad Media, en la época de Fernando III el Santo es muy probable que la zona se entregase al príncipe don Alfonso (1241).

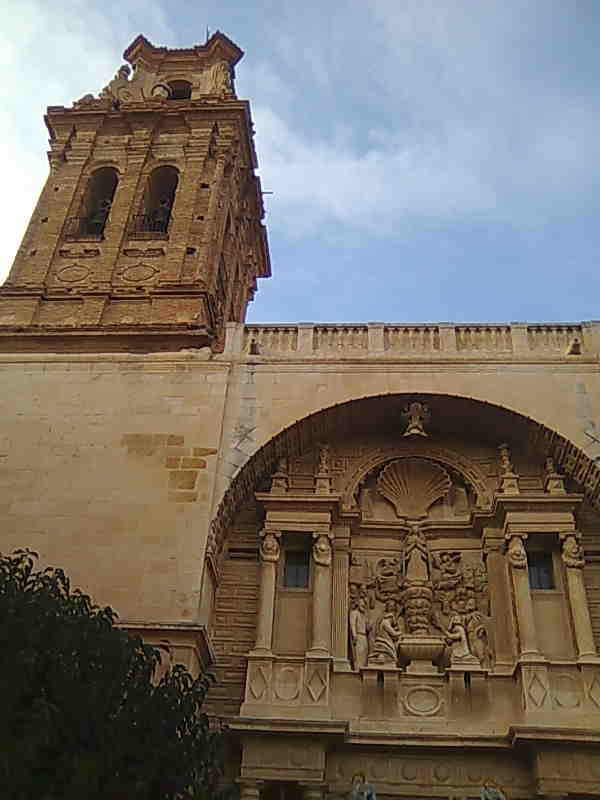
Vista parcial de la iglesia arciprestal de la Asunción, en Almansa.

Toda esta zona entró a formar parte más tarde del señorío de Villena del infante don Manuel (el marquesado de Villena, un auténtico estado medieval hasta finales del siglo XVI) y posteriormente de su hijo don Juan Manuel, quien concedió numerosos privilegios a la entonces villa de Almansa.
El marquesado de Villena, y dentro de este el corredor de Almansa, fue incorporado a la Corona de Castilla en el año 1476, concretamente dentro del Reino de Murcia.
Caudete perteneció hasta 1707 al Reino de Valencia.
Durante el conflicto internacional de la guerra de sucesión española se libró una importantísima batalla en estas tierras (25 de abril de 1707): la batalla de Almansa.

## Economía
Los dos grandes focos industriales son Almansa y Caudete. En la primera es de destacar su industria del calzado. Cuenta con el polígono industrial El Mugrón, donde hay cientos de empresas de distintos campos. Caudete, con gran desarrollo industrial, cuenta con empresas importantes del sector del vidrio o los transportes.
En 1964 se creó la Denominación de Origen Almansa para amparar a los excelentes viñedos de diversas poblaciones (que no coinciden exactamente con los municipios de la comarca histórica). El 80 % de sus vinos son exportados a más de 25 países.

## Turismo
Sin duda sobre fortificaciones almohades (musulmanas) anteriores, levantó don Juan Manuel su fortaleza en el siglo XIV. Fue declarado Monumento Histórico-Artístico Nacional en 1921.

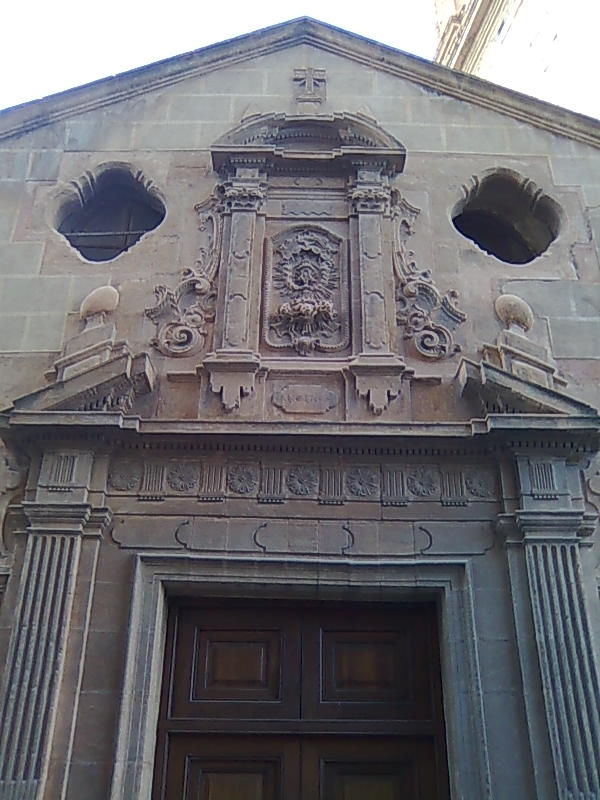
Detalle de la capilla de la Comunión, anexa a la iglesia arciprestal de la Asunción, en Almansa.

En Almansa encontramos también, entre otros:
- Iglesia arciprestal de la Asunción, que fue declarada Monumento Histórico-Artístico en 1983.
- Ayuntamiento (palacio de los condes de Cirat), construido en el siglo XVI.
- Torre del reloj municipal (1780).
- Antiguo Ayuntamiento (1800).
- Museo de la batalla de Almansa.

En Alpera podemos encontrar, entre otros:
- Cueva de la Vieja (10 000-3500 años antes del presente), Patrimonio de la Humanidad.
- Cueva del Queso (10 000-3500 años antes del presente), Patrimonio de la Humanidad.
- Carasoles I y II (10 000-3500 años antes del presente), Patrimonio de la Humanidad.
- Pozo de nieve: representativo de la arqueología industrial de Castilla-La Mancha, declarado Bien de Interés Cultural.

En Bonete, el principal reclamo turístico es el poblado ibérico del Amarejo.

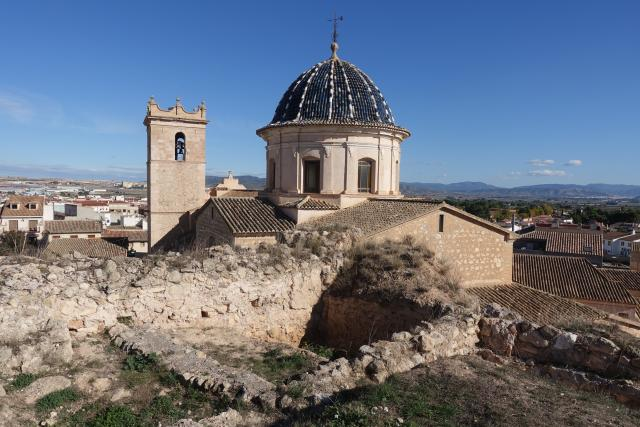
Castillo e iglesia de Santa Catalina de Caudete

En Caudete podemos visitar la antigua villa medieval, la iglesia de Santa Catalina (siglos XIV-XVIII), el castillo (siglos XIII- XV), el santuario de la Virgen de Gracia (siglos XV- XVIII), el barrio de San Francisco con la iglesia homónima, la plaza de toros Las Arenas y la impresionante Villa El Paso, el pintoresco barrio de Santa Ana, notables ejemplos de arquitectura modernista de los siglos XIX y XX o las ruinas de la torre de Bogarra (siglos XI-XIII) entre otros lugares de interés. 
En Montealegre del Castillo veremos, entre otros, la iglesia parroquial de Santiago Apóstol del siglo XV y el santuario de Nuestra Señora de la Consolación del siglo XVIII.

## Caminos de Santiago
A finales del siglo XX tomó gran importancia la difusión de los diferentes Caminos de Santiago que recorren la provincia de Albacete, entre ellos la Ruta de la Lana. Este camino une la ciudad de Alicante con la de Burgos, donde se une con el Camino Francés, y recorre la provincia de Albacete desde Almansa hasta Villamalea, pasando también por los términos municipales de Bonete, Alpera, Alatoz, Alcalá del Júcar y Casas-Ibáñez.
Otro Camino de Santiago que atraviesa la provincia de Albacete es el denominado Camino de Santiago de Levante. Este camino une la ciudad de Valencia con la de Zamora, donde se une con la Ruta Jacobea de la Plata, y recorre la provincia de Albacete desde Almansa hasta Minaya, pasando también por los términos municipales de Higueruela, Hoya-Gonzalo, Chinchilla de Monte-Aragón, Albacete, La Gineta y La Roda.

## Fiestas
Las Fiestas Mayores de Almansa fueron declaradas de Interés Turístico Nacional desde 2008 (fiestas de moros y cristianos) y Fiestas de Interés Turístico Internacional desde 2019.
Las fiestas patronales de Moros y Cristianos de Caudete, cuyo origen se remonta a las representaciones de los Autos de Ntra. Sra. de Gracia que se tiene constancia que ya se hacían en 1588, están declaradas de Interés Turístico Regional y cuentan con el primer Bien de Interés Cultural Inmaterial de Castilla-La Mancha, los Episodios Caudetanos. Otros actos destacables son los ruedos de banderas, los grandes desfiles de las comparsas, los traslados procesionales o las ruedas de los volantes. Destaca especialmente la omnipresencia de la pólvora por toda la población durante los días de fiestas. Se celebran entre el 6 y el 10 de septiembre.